# 马西亚克-朗维尔
马西亚克-朗维尔（法語：Marcillac-Lanville，法語發音：[maʁsijak lɑ̃vil]）是法国夏朗德省的一个市镇，位于该省中北部，属于干邑区。该市镇于1790-1794年间由马西亚克（Marcillac）和朗维尔（Lanville）两地合并而成。

## 地理
马西亚克-朗维尔（45°50'46"N, 0°1'12"E）面积18.41 平方千米，位于法国新阿基坦大区夏朗德省，该省份为法国西部内陆省份，北起德塞夫勒省和维埃纳省，东临上维埃纳省，东南至多尔多涅省，南至多爾多涅省，西接滨海夏朗德省。
与马西亚克-朗维尔接壤的市镇（或旧市镇、城区）包括：昂贝拉克、拉沙佩勒、富克尔、蒙斯、热纳克-比尼亚克、艾格尔、鲁亚克。

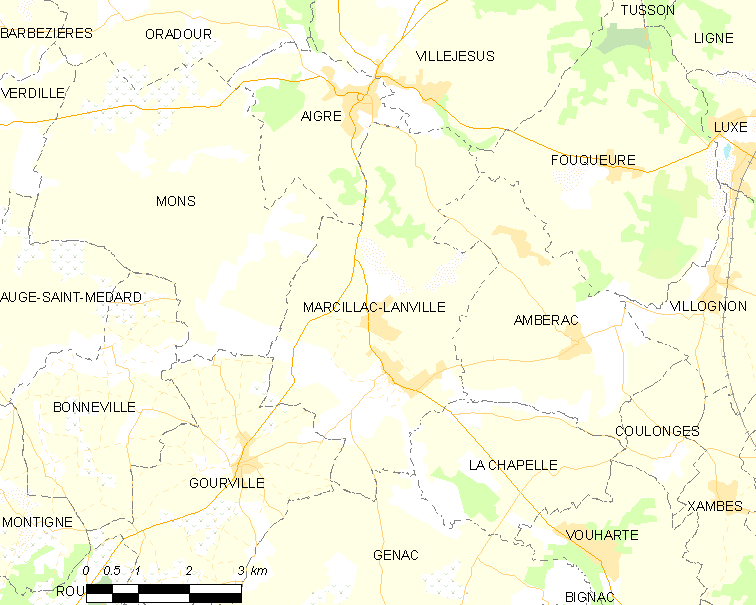
马西亚克-朗维尔的OSM定位图

马西亚克-朗维尔的时区为UTC+01:00、UTC+02:00（夏令时）。

## 行政
马西亚克-朗维尔的邮政编码为16140，INSEE市镇编码为16207。

## 政治
马西亚克-朗维尔所属的省级选区为努埃尔河谷县。

## 人口

1962-2008年间马西亚克-朗维尔人口变化图示

马西亚克-朗维尔于2022年1月1日时的人口数量为509人。